# Alain de Coëtivy
Alain de Coëtivy (francès: Alain III de Coëtivy)  (Gwineventer, 8 de novembre de 1407 - Roma, 4 de maig de 1474) fou un cardenal i bisbe francès. va ser un bisbe i cardenal catòlic francès. Provinent d'una família noble, era fill d'Alain III de Coëtivy i Catherine du Chastel.

## Biografia
Va ser prepòsit de San Martino de Vertou i de Tolosa, canonge de la catedral de Saint-Pol-de-Léon.
El 30 d'octubre de 1437 va ser elegit bisbe d'Avinyó, càrrec que va ocupar fins a la seva mort, celebrant un sínode el 1456 o el 1457. També va ser administrador apostòlic de la diòcesi d'Uzès des del 2 d'octubre de 1442 fins al juny de 1445.
En el consistori del 20 de desembre de 1448, el papa Nicolau V el va crear cardenal i el 3 de gener de 1449 va rebre el títol de Santa Prassede. Va demanar al papa Calixt III que assignés l'església romana de Sant'Ivo als bretons i li va concedir la butlla Rationi congruit del 20 d'abril de 1455.
També va ser administrador apostòlic de la diòcesi de Nimes de l'1 d'abril de 1454 al 19 de novembre de 1460, de la diòcesi de Dol del 18 de juny de 1456 al 7 de gener de 1460 i de nou de 1462 a 1474, de la diòcesi de Saintes des del 7 de gener de 1461. Abril de 1462. Carles VIII de França li confiscà alguns dels seus beneficis.
El 7 de juny de 1465 va optar per l'orde dels cardenals bisbes i per la seu suburbicària de Palestrina, mantenint el seu títol in comendam.
El 1468 també va rebre el càrrec d'abat comendatari de l'abadia de Saint-Sauveur de Redon, a la Bretanya, càrrec que va ocupar fins a la seva mort.
L'11 de desembre de 1472 optà per la seu suburbicària de Sabina.
Va reconstruir el palau episcopal d'Avinyó.
Després de passar el període de cardenalat entre França i Roma, va morir a aquesta darrera ciutat i va ser enterrat a la basílica de Santa Pràxedes.